# John Dingell junior

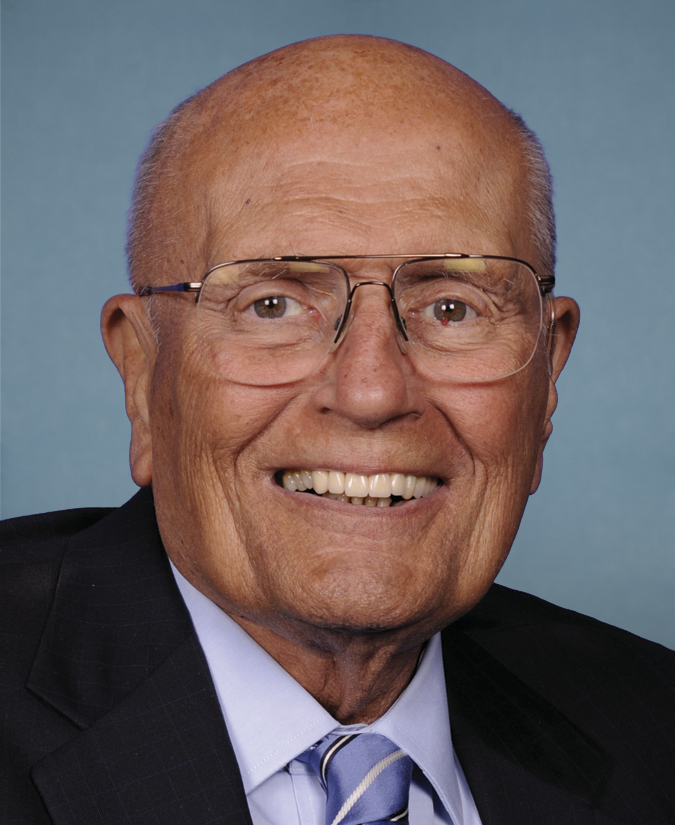
John Dingell, 2011

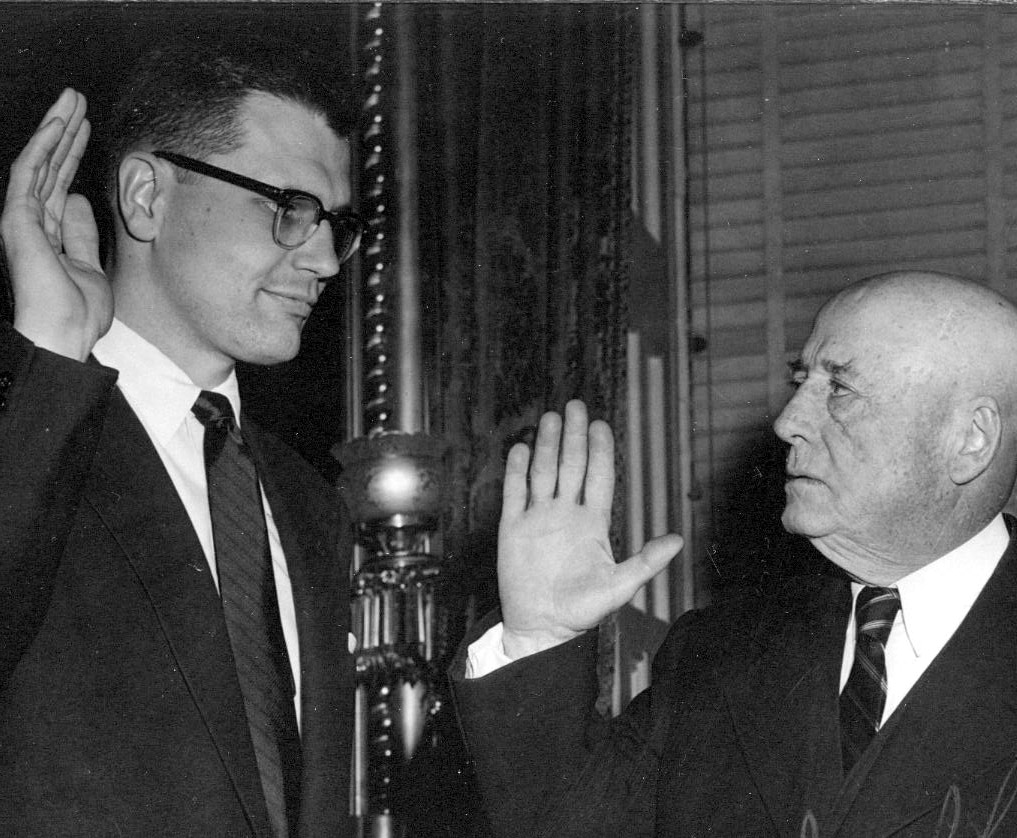
Dingell, links, 1955

John David Dingell Jr. (* 8. Juli 1926 in Colorado Springs, Colorado; † 7. Februar 2019 in Dearborn, Michigan) war ein US-amerikanischer Politiker der Demokratischen Partei. Er war von 1955 bis 2015 Abgeordneter im Repräsentantenhaus der Vereinigten Staaten und vertrat dort zuletzt den zwölften Kongresswahlbezirk von Michigan.

## Leben
Dingell studierte an der Georgetown University in Washington, erhielt dort 1949 seinen Bachelor und 1952 seinen Juris Doctor an der Law School der Universität. Dingell begann seine Kongresskarriere, indem er am 13. Dezember 1955 die Nachfolge seines Vaters John Dingell als Vertreter des 16. Kongressbezirks von Michigan antrat. Er schied am 3. Januar 2015 aus dem Amt aus. Mit über 59 Jahren im Amt hat er die längste Amtszeit im Kongress in der Geschichte der USA. Er gehörte dem Kongress unter 11 Präsidenten an. Er war auch der am längsten amtierende Dekan des US-Repräsentantenhauses, der von 1995 bis 2015 im Amt blieb, und Dekan der Kongressdelegation von Michigan. Dingell war einer der letzten beiden Veteranen des Zweiten Weltkriegs, der dem Kongress angehörte; der andere war Ralph Hall, der 2015 ebenfalls den Kongress verließ.
Er war mit Debbie Dingell (* 1953) verheiratet, die 2015 seine Nachfolge im US-Repräsentantenhaus antrat.

## Politische Laufbahn
1955 wurde er in einer Nachwahl in den Kongress gewählt. Die Nachwahl war durch den Tod seines Vaters, des Abgeordneten John D. Dingell, nötig geworden. Zum Zeitpunkt seines Amtsantritts war er mit 29 Jahren der jüngste Abgeordnete im Repräsentantenhaus (Baby of the House). Dingell konnte sein Mandat in sämtlichen folgenden Wahlen verteidigen und war somit vom 13. Dezember 1955 bis zum 3. Januar 2015 Mitglied des Repräsentantenhauses, wo er den 15., den 16. und zuletzt den zwölften Distrikt von Michigan vertrat. Ab 1995 war er – als der am längsten ununterbrochen dem Repräsentantenhaus angehörige aktuelle Abgeordnete – Dean of the House; in dieser Funktion folgte ihm der ebenfalls aus Michigan stammende John Conyers nach. Dingell gehörte dem Repräsentantenhaus länger als jeder andere Abgeordnete in der Geschichte dieser Parlamentskammer an. Von 1981 bis 1995 sowie von 2007 bis 2008 war er Vorsitzender des House Committee on Energy and Commerce.
2014 wurde er mit der Presidential Medal of Freedom ausgezeichnet.
Ihm zu Ehren wurde 2019 das Gesetz John D. Dingell Jr. Conservation, Management, and Recreation Act nach ihm benannt, da er ein begeisterter Naturschützer war und während seiner langen Amtszeit mehrere Gesetze zur Erhaltung der Natur und historischer Stätten im Kongress durchgebracht hatte. Mit diesem überparteilich abgestimmten Gesetz wurden mehr als 5.300 km² im National Wilderness Preservation System ausgewiesen, mehrere Nationalparks und andere Gebiete des Nationalparksystems erweitert und vier neue National Monuments ausgewiesen, während andere umbenannt wurden. Weitere Maßnahmen waren die dauerhafte Einrichtung des Land and Water Conservation Fund, der Schutz einer Reihe von Flüssen und historischen Stätten und Verbots von Bergbau in der Nähe des Yellowstone-Nationalparks und des North-Cascades-Nationalparks.